# Сервйон
Сервйон (фр. Servion) — громада  в Швейцарії в кантоні Во, округ Лаво-Орон.

## Географія
Громада розташована на відстані близько 70 км на південний захід від Берна, 13 км на схід від Лозанни.
Сервйон має площу 6,3 км², з яких на 16,4% дозволяється будівництво (житлове та будівництво доріг), 64,6% використовуються в сільськогосподарських цілях, 19% зайнято лісами, 0% не є продуктивними (річки, льодовики або гори).

## Демографія
2019 року в громаді мешкало 1996 осіб (+12,8% порівняно з 2010 роком), іноземців було 16,6%. Густота населення становила 316 осіб/км².
За віковим діапазоном населення розподілялося таким чином: 22,9% — особи молодші 20 років, 61,5% — особи у віці 20—64 років, 15,5% — особи у віці 65 років та старші. Було 791 помешкань (у середньому 2,5 особи в помешканні).
Із загальної кількості 540 працюючих 13 було зайнятих в первинному секторі, 76 — в обробній промисловості, 451 — в галузі послуг.